# 김대한 (범죄인)
김대한(金大漢, 1947년 ~ 2004년 8월 30일)은 2003년 2월 18일 대구 지하철 화재 참사를 일으킨 대한민국의 방화범이다.

## 생애

### 범행 이전까지의 삶
김대한은 1947년 경상북도 예천군에서 태어났다. 뇌졸중으로 쓰러지기 이전까지는 택시 운전기사, 화물차 운전기사, 행상 등으로 약 6년 동안 근무했다. 그의 아내는 환경미화원으로 근무했으며 슬하에 1남 1녀를 두었다. 뇌졸중이 발병하기 전까지는 건강한 몸 상태로 사회활동을 하였다.
그러던 2001년 4월 14일, 그는 뇌졸중으로 갑작스럽게 쓰러졌으며 긴급 수술에도 불구하고 오른쪽 상/하반신에 장애를 갖게 되었다. 또한 실어증과 우울증 증세도 보였으며 같은 해 12월 정신장애 2급 판정을 받았다. 뇌졸중으로 쓰러진 이후 그는 무직 상태가 되었다.
그는 정신병원 등을 전전하며 치료를 받았으나 상태가 전혀 호전되지 않았다. 그의 가족들에 따르면 2002년 중순 무렵부터 병세가 악화되어 거의 집에서만 기거하며 지냈고, 병세가 호전되지 않자 주위 사람들에게 지속적으로 자살하겠다는 말을 하는 등 심한 우울증 증세를 보였다. 2002년 8월 대구 달서구에 있는 한 정신과 의원에서 치료를 받았으나 차도가 보이지 않았고, 그는 범행 10일 전 해당 정신병원에 불을 지르겠다며 난동을 부려 의사들이 긴급히 그를 진정시키는 소동도 있었다.

### 대구 지하철 방화 참사
2003년 2월 18일 오전 9시경, 김대한은 집을 나와 인근 주유소에서 휘발유를 구입한 뒤 대구 지하철 1호선 송현역에서 대곡발 안심행 1079호 열차의 1호차에 탑승해 경로석에 앉았다. 오전 9시 53분 12초경, 전동차가 중앙로역에 진입하는 순간 휘발유 2리터가 나눠 담긴 페트병 2개를 라이터로 불을 붙힌 뒤 바닥에 던졌다. 당시 주위 승객들이 위험을 감지하고 몸싸움까지 벌이며 그를 제지하였지만, 가연재 소재로 된 열차의 좌석 및 내부에 빠른 속도로 불이 번졌다. 김대한은 열차가 중앙로역에 정차하고 출입문이 열리자 인근 승객들과 함께 탈출했으며, 이 과정에서 오른쪽 무릎에 불이 붙게 되고 화상을 입었다. 그가 불을 지른 1079호 열차에서는 다행히도 객차의 문이 열려있어 많은 승객들이 탈출하였지만, 1079호의 화재 사실을 인지하지 못하고 반대 방향 승강장에 정차한 1080호 열차로 불이 옮겨 붙어 대피가 늦어지면서 결국 192명이 사망하고 151명이 부상을 당하는 대형참사가 발생하였다.
김대한은 사고 직후 탈출하여 북구 노원동3가에 위치한 조광병원에서 입원치료를 받던 중 같은 병원에 입원한 탑승객의 신고로 오전 11시 50분 경 경찰에 체포되었다. 그가 방화 직후 입은 기도화상으로 인해 호흡곤란 증세를 보였고 경북대병원 응급실에서 치료를 받다가 며칠 뒤 퇴원했다. 김대한은 퇴원과 동시에 구속영장이 발부되어 구치소에 수감되었다.
김대한의 방화 사유는 심한 우울증으로 인해 정신 질환이 심해진 것에 따른 판단력 상실 때문인 것으로 알려져 있지만 사건 당시 대구 중부경찰서에 출두했던 김대한의 아들은 "아버지가 심한 우울증을 앓았으며 남의 말도 거의 제대로 알아듣기 어려워하는 등 정신적으로 심한 문제가 있었다."고 밝혔다. 하지만 그의 지병인 뇌졸중으로 인한 울분을 방화로 표출한 사건이라는 분석도 있어 방화 사유에 대한 의견은 아직도 분분하다.

### 재판과 죽음
검찰은 2003년 7월 23일에 열린 결심 공판에서 김대한에게 현존전차방화치사죄 등을 적용해 사형을 구형했지만 대구지방법원 제11형사부는 2003년 8월 6일에 열린 1심 선고 공판에서 범행 당시 심신 장애는 없었으나 범행 당시의 정신 상태 등을 감안하면 온전한 정신 상태에서 일으킨 범행이라고 보기 어려운 점, 피고인이 직접 방화한 1079호 열차에서는 인명피해가 그다지 없었던 점(1080호 열차의 진입으로 사고가 크게 확산됨), 피고인이 사상 초유의 대량 사상자를 내고 온 국민을 경악케 했지만 재판 과정에서 계속 죽고 싶다는 말을 하는 등 자신의 잘못을 뉘우치고 있다는 점 등을 감안해 그에게 무기징역을 선고했다. 2003년 12월 5일 대구고등법원은 피고의 항소를 기각했고 피고인이 상고를 포기하면서 원심이 확정되었다.
2004년 3월 8일 정신 질환 치료를 위해 경상남도 진주교도소로 이감되었다. 2004년 8월 30일 오전 8시 45분경(한국 표준시) 지병인 뇌졸중 악화로 인한 호흡곤란과 의식혼미 증세를 보여 경상남도진주의료원으로 이송되었으나 사망하였다.

## 같이 보기
- 대구 지하철 화재 참사
- 채종기